# Эйрена (дочь Птолемея I Сотера)
Эйрена (др.-греч.  Εἰρήνη; также Эйрене) — аристократка греко-македонского происхождения, дочь царя Птолемея I Сотера и Таис Афинской. Жена царя кипрского города Солы — Эвноста. По одной из версий, её потомки играли важную роль в дальнейшей истории эллинистического Египта.

## Биография

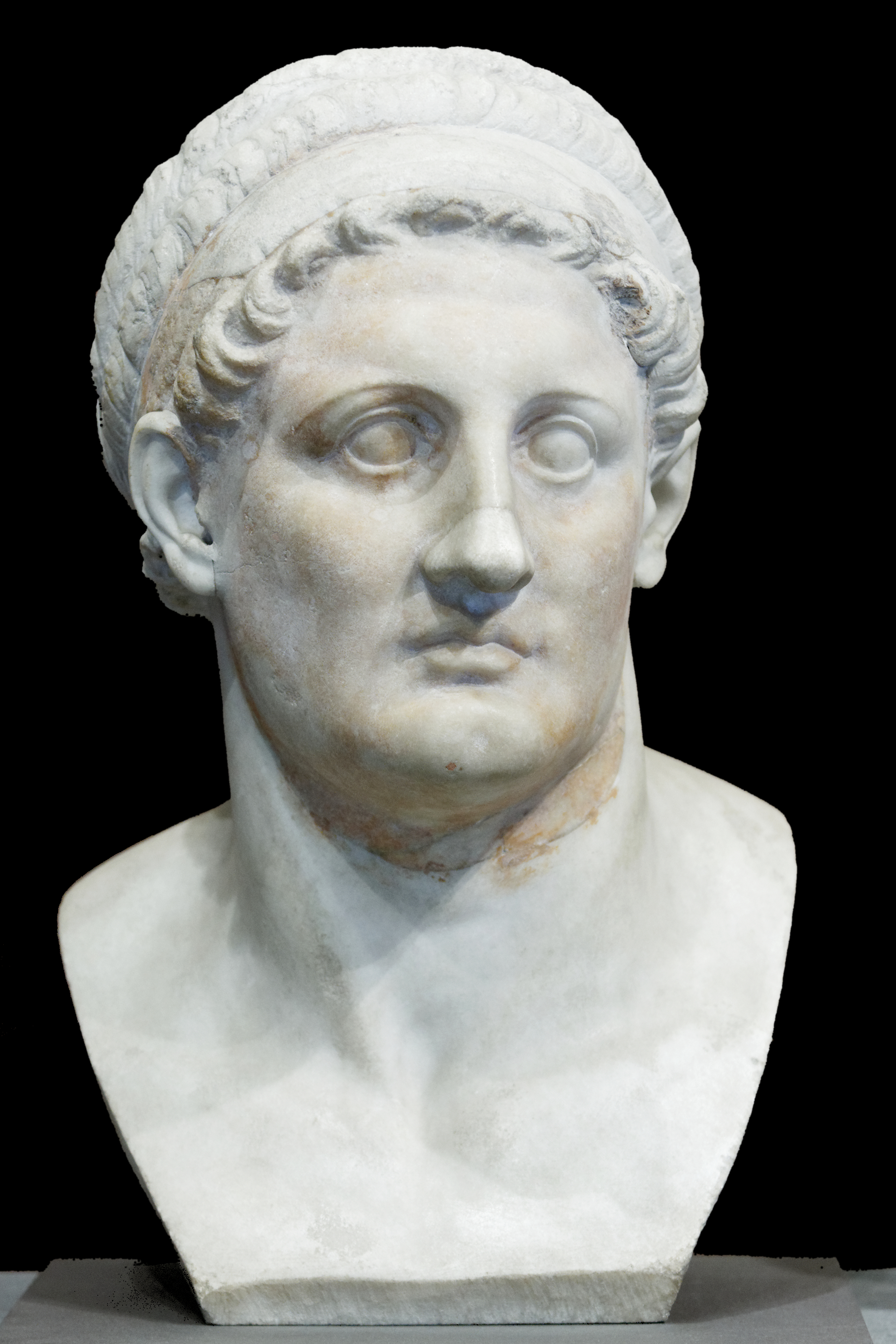
Птолемей I Сотер, отец Эйрены

Эйрена родилась от связи диадоха Птолемея I Лагида с афинской гетерой Таис. Вопрос, состояли ли её родители в законном браке и когда он был заключён, является предметом научной дискуссии. Кроме Эйрены в этом союзе родились Лаг и Леонтиск. Впрочем, существует гипотеза, что это имена одного человека. От связей Птолемея I с другими женщинами Эйрена имела большое количество сводных братьев и сестёр.
Имя Эйрены только один раз упоминается в исторических источниках. Афиней из Навкратиса в своём труде «Пир мудрецов» называет её среди детей Птолемея I и Таис:

Эта самая Таис после смерти Александра вышла замуж за Птолемея, первого царя Египта, и родила ему сыновей Леонтиска и Лага и дочь Эйрену, которую выдали за Эвноста, царя кипрских Сол.
Оригинальный текст (др.-греч.)Αὕτη δὲ ἡ Θαὶς [καὶ] μετὰ τὸν  ̓Αλεξάνδρου θάνατον καὶ Πτολεμαίῳ ἐγαμήθη τῷ πρώτῳ βασιλεύσαντι Αἰγύπτου καὶ ἐγέννησεν αὐτῷ τέκνον Λεοντίσκον καὶ Λάγον, θυγατέρα δὲ Εἰρήνην, ἣν ἔγημεν Εὔνοστος ὁ Σόλων τῶν ἐν Κύπρῳ βασιλεύς.

Точная дата рождения Эйрены неизвестна. Так как её как имя означает «мир», то, по мнению Свенцицкой И. С., Птолемей вряд ли мог так назвать своего ребёнка при жизни Александра Македонского, чтобы не бросить «вызов завоевательным планам македонского царя». Поэтому, как предположила Свенцицкая, Эйрена появилась на свет уже после 323 года до н. э. и получила своё имя после заключения Птолемеем какого-то мирного договора. Крис Беннетт считал, что Эйрена могла родиться и до заключения брака между её родителями. Он предполагал, что на момент женитьбы ей было около 15 лет и датировал рождение Эйрены концом 330-х или началом 320-х годов до н. э.. Ван Оппен поддерживал версию Беннета о времени появления Эйрены на свет. Также он считал, что при рождении дочь Птолемея получила другое имя, а стала Эйреной во время свадьбы. Новое имя ей могли дать отец или муж в ознаменование мирной политики Птолемея I по отношению к Солам.
Впоследствии Эйрена стала женой царя кипрского города Солы Эвноста. Саму женитьбу историки датируют по-разному, в промежутке 333—294 годов до н. э. По мнению Зелинского А. Л., это обстоятельство «весьма престижного замужества» доказывает, что родители Эйрены могли состоять в законном союзе. В то же время, по замечанию Свенцицкой И. С., дочери Птолемея от известных официальных браков выдавались за более могущественных властителей. Кипр же после 313 года до н. э. фактически находился под контролем египетского правителя: островные города имели статус его союзников, но здесь находилась ставка птолемеевского стратега. Таким образом, хоть Эйрена и принадлежала к ближайшему окружению своего отца, но «занимала в нём второстепенное положение по сравнению с другими дочерьми». Крис Беннетт связывал замужество Эйрены с воцарением Эвноста. Птолемей I выдал за него свою дочь, чтобы обеспечить лояльность нового кипрского правителя. Саму женитьбу он датировал 320—315 годами до н. э. Ван Оппен разделял мнение Беннетта о поводе для брака. Он предположил, что предшественник Эвноста, Пасикрат, умер во время или сразу после Кипрской войны, около 320—319 годов до н. э. Также, исследователь заметил что Птолемея I могли связывать дружеские отношения с солийским царским домом. Во время похода Александра Великого он познакомился с другими его представителями — Никоклом и Стасанором.

## Предполагаемые потомки
О дальнейшей судьбе Эйрены, как и о её детях, исторические источники не сообщают. Исследователь ван Оппен предположил, что потомки Эйрены и Эвноста могли играть важную роль в последующей истории эллинистического Египта. Он указывал, что имя Эйрена почти не использовалось в доэллинистической Греции, но потом стало достаточно популярным в эллинистическом Египте. К потомкам Эйрены и Эвноста он относил несколько высокопоставленных женщин по имени Эйрена. А именно:
- Эйрена — любовница убитого восставшими фракийскими наёмниками в Эфесе Птолемея — предполагаемого бастарда Птолемея II от Билистихи[англ.].
- Эйрена — жрица Арсинои III, её отцом был стратег Кипра Птолемей, а сыном — другой стратег Кипра, Андромах.
- Эйрена — любовница Птолемея VIII Фискона, предполагаемая мать Птолемея Апиона.
- Эйрас[К 2] — одна из двух доверенных служанок Клеопатры VII, разделивших с ней смерть[8].

## Образ в искусстве
Является одной из героинь романа Ефремова И. А. «Таис Афинская».

### Комментарии
1. ↑  В данном случае, Кипрская война — это название Кипрского театра военных действий во время Первой войны диадохов.
2. ↑  Гипокористика имени Эйрена. Сам ван Оппен признавал сомнительной версию о принадлежности Эйрас к этому роду.